# الطريق الأوروبي E81
الطريق الأوروبي E81 هو طريق من شبكة الطرق الأوروبية الدولية. يبدأ في كونستانتا برومانيا وينتهي في موكاجيفا بأوكرانيا. يبلغ طول الطريق 956 كم (594 ميل).